# Кашхатау
Кашхата́у (карач.-балк. Къашхатау) — посёлок в Черекском районе Кабардино-Балкарской Республики (в 1964—2012 годах — посёлок городского типа). Административный центр Черекского муниципального района. Образует «городское поселение Кашхатау». 

## География
Посёлок расположен в центральной части Черекского района, на левом берегу реки Черек. Находится в 35 км к юго-востоку от города Нальчик. Через посёлок проходит дорога республиканского значения «Урвань-Уштулу», связывающая посёлок с Нальчиком.
Площадь территории городского поселения составляет — 21,13 км2.
Граничит с землями населённых пунктов: Бабугент на юге, Герпегеж на северо-западе, Аушигер на севере, Зарагиж на северо-востоке и Жемтала на востоке.
Населённый пункт расположен в переходной от предгорной зоне республики. Местность имеет пересечённый рельеф. Над западной частью села возвышается Лесистый хребет. Восточная часть, находящаяся в долине реки Черек, более понижена и представляет собой предгорную равнину. Перепад высот с запада на восток составляет около 400 метров. Средние высоты на территории посёлка составляют 847 метров над уровнем моря. Высшей точкой посёлка является гора — Сылла-Сырт.
Гидрографическая сеть представлена в основном рекой Черек и её мелкими притоками, протекающими в чертогах посёлка. На территории городского поселения имеется одна гидроэлектростанция — Кашхатау ГЭС.
Климат влажный умеренный, с тёплым летом и прохладной зимой. Среднегодовая температура воздуха составляет около +9,0°С, и колеблется от средних +20,0°С в июле, до средних −3,0°С в январе. Первые заморозки наблюдаются в середине октября, последние — в апреле. Среднегодовое количество осадков составляет около 800 мм, основное их количество выпадает в период с мая по июль. Весной, при резких перепадах температуры, с гор дуют сильные ветры.

## Этимология
Кашхатау происходит от тюркских слов как «лысая гора», где тав (пример Саратов) распространённая адаптация слова тау, которое переводится как «гора». Над посёлком действительно возвышается безлесный холм.

## История
Точная дата основания поселения неизвестна. В конце XIX века Кашхатау был одним из редких предгорных балкарских сёл, и в административном отношении находился под ведомством Хуламского общества балкарцев.
В 1920 году с установлением советской власти, при селе Кашхатау был образован сельский народный совет.
В 1935 году при образовании Хуламо-Безенгиевского района КБАССР, был избран его административным центром, что благоприятствовало быстрому росту населения села, так как сюда начали большими группами переселяться люди из верховьев Хуламо-Безенгийского и Черекского ущелий.
В 1944 году балкарцы были депортированы в Среднюю Азию, и село оказалось в полузаброшенном состоянии. Указом Президиума Верховного Совета РСФСР № 621/3 от 29 мая 1944 года Хуламо-Безенгиевский район был переименован в Советский район, а его районный центр селение Кашхатау — в селение Советское.
В 1957 году балкарцы были реабилитированы Верховным Советом СССР и им было разрешено вернуться на свои прежние места проживания.
В 1964 году село получило статус посёлка городского типа.
Указом Президиума ВС РСФСР от 16 декабря 1991 года посёлку было возвращено его прежнее название — Кашхатау. Топоним переводится с балкарского языка как «лысая гора».
В 1992 году Кашхатауский поселковый совет был реорганизован и преобразован в администрацию посёлка Кашхатау. В 2005 года она была преобразована в муниципальное образование, со статусом городского поселения.
В 2012 году посёлок был вновь отнесён к категории сельских населённых пунктов, но за муниципальным образованием было сохранено статус городского поселения. 

## Население
| 1959  | 1970  | 1989  | 2002  | 2009  | 2010  | 2012  |
| ----- | ----- | ----- | ----- | ----- | ----- | ----- |
| 3065  | ↗3693 | ↗4412 | ↗5211 | ↗5228 | ↗5295 | ↘5275 |
| 2013  | 2014  | 2015  | 2016  | 2017  | 2018  | 2019  |
| ↘5273 | →5273 | ↗5326 | ↗5390 | ↗5473 | ↗5533 | ↗5577 |
| 2020  | 2021  | 2023  | 2024  | 2025  |       |       |
| ↗5645 | ↗6358 | ↗6417 | ↗6481 | ↗6600 |       |       |

Плотность — 312.35 чел./км2.
Национальный состав
По данным Всероссийской переписи населения 2010 года:
| Народ      | Численность, чел. | Доля от всего населения, % |
| ---------- | ----------------- | -------------------------- |
| балкарцы   | 4 944             | 93,4 %                     |
| кабардинцы | 158               | 3,0 %                      |
| русские    | 72                | 1,4 %                      |
| другие     | 121               | 2,3 %                      |
| всего      | 5 295             | 100 %                      |

По данным Всероссийской переписи 2021 года:
| Народ               | Численность, чел. | Доля от всего населения, % |
| ------------------- | ----------------- | -------------------------- |
| балкарцы            | 6 081             | 95,64 %                    |
| кабардинцы          | 144               | 2,26 %                     |
| русские             | 60                | 0,94 %                     |
| другие / не указано | 73                | 1,14 %                     |
| всего               | 6 358             | 100,0 %                    |

Поло-возрастной состав
По данным Всероссийской переписи населения 2010 года:
| Возраст     | Мужчины, чел. | Женщины, чел. | Общая численность, чел. | Доля от всего населения, % |
| ----------- | ------------- | ------------- | ----------------------- | -------------------------- |
| 0 — 14 лет  | 535           | 531           | 1 066                   | 20,1 %                     |
| 15 — 59 лет | 1 716         | 1 910         | 3 626                   | 68,5 %                     |
| от 60 лет   | 211           | 392           | 603                     | 11,4 %                     |
| Всего       | 2 462         | 2 833         | 5 295                   | 100,0 %                    |

Мужчины — 2 462 чел. (46,5 %). Женщины — 2 833 чел. (53,5 %).
Средний возраст населения — 34,3 лет. Медианный возраст населения — 31,7 лет.
Средний возраст мужчин — 32,4 лет. Медианный возраст мужчин — 29,8 лет.
Средний возраст женщин — 35,9 лет. Медианный возраст женщин — 33,6 лет.

## Местное самоуправление
Администрация городского поселения Кашхатау — п. Кашхатау, ул. Уянаева, 101.
Структуру органов местного самоуправления городского поселения составляют:
- Исполнительно-распорядительный орган — Местная администрация городского поселения Кашхатау. Состоит из 11 человек.
  - Глава администрации городского поселения — Казиев Мурат Анатольевич[29][30].
- Представительный орган — Совет местного самоуправления городского поселения Кашхатау. Состоит из 15 депутатов, избираемых на 5 лет.

## Образование
- МКОУ Средняя общеобразовательная школа № 1 — ул. Мечиева, 100.
- Дошкольное учреждение «Радуга» — ул. Октябрьская, 60.
- Детско-юношеская спортивная школа — ул. Черкесова, 4А.

## Здравоохранение
- Районная больница — ул. Абаева, 1.

## Культура
- Дом Культуры

Общественно-политические организации:
- Совет старейшин
- Совет ветеранов труда

## Ислам
Поселковая мечеть — ул. Мечиева, 122.

## Экономика
Между Кашхатау и Аушигером строится каскад Черекских гидроэлектростанций, первая очередь которого (Аушигерская ГЭС) уже введена в строй.
В посёлке находится головной офис Кабардино-Балкарского Государственного Высокогорного заповедника, призванного защищать флору и фауну высокогорья Центрального Кавказа. Здесь же находится предприятие по переработке леса, на котором изготавливается буковый паркет.
Швейная фабрика. Занимается пошивом спецодежды, в том числе, для военнослужащих и спасателей.

## Улицы
На территории посёлка зарегистрировано 15 улиц и 14 переулков:
Улицы

| Абаева     |
| Будаева    |
| Залиханова |
| Зукаева    |
| Кадырова   |

| Керменова |
| Ксанаева  |
| Мечиева   |
| Мокаева   |
| Настаева  |

| Октябрьская |
| Уянаева     |
| Черкесова   |
| Чеченова    |
| Шогенцукова |

Переулки

| Гидростоителей |
| Дружбы         |
| Кантемирова    |
| Кулиева        |
| Мамукоева      |

| Мирный     |
| Молодёжный |
| Мухольский |
| Родниковый |
| Токумаева  |

| Фонтанный |
| Хуламский |
| Черекский |
| Чеченова  |

## Известные уроженцы
- Кульбаева Людмила Кубадиевна — народная артистка РФ.
- Кульбаев Мухажир Ахматович — секретарь Кабардино-Балкарского обкома КПСС. Видный государственный и партийный деятель КБАССР.
- Ульбашев Азнор Жанибекович — заслуженный деятель культуры КБР.
- Ульбашев Исмаил Локманович — Председатель президиума Верховного Совета КБАССР.
- Уянаев Чомай Баталович — Председатель президиума Верховного Совета КБАССР, видный государственный деятель.
- Черкесов Георгий Маштаевич — председатель Правительства КБР. Государственный и общественный деятель КБР.
- Черкесов Ишу Ортабаевич — советский партийный и государственный деятель.
- Эфендиев Аслан-Али Абдурахманович — участник Первой мировой войны, полный Георгиевский кавалер.